# Escándalo - Storia di un'ossessione
Escándalo - Storia di un'ossessione (Escándalo: Relato de una obsesión) è una serie televisiva spagnola, andata in onda su Telecinco dall'11 gennaio al 1° marzo 2023, prodotta da Alea Media e Mediaset España, e creata da Aurora Guerra.
In Italia la serie è stata distribuita sulla piattaforma streaming Mediaset Infinity   dal 3 al 24 novembre 2023 e successivamente trasmessa in chiaro su La5 dal 7 agosto 2025.

## Trama
Inés, una donna che sta attraversando un momento difficile della sua vita, si tuffa in mare per porre fine alla sua vita. Il suo salvatore è Hugo, un ragazzo molto più giovane di lei di cui si innamora ossessivamente. Nei suoi sforzi per garantire che nessuno interferisca in questa relazione proibita, Inés si lascerà trasportare dai suoi impulsi e non esiterà a prendere decisioni che influenzeranno irrimediabilmente tutti coloro che la circondano, precipitando tutti intorno a lei in una spirale di eventi gravi.

## Episodi
| nº | Titolo originale             | Titolo italiano               | Prima TV originale | Pubblicazione Italia | Prima TV Italia |
| -- | ---------------------------- | ----------------------------- | ------------------ | -------------------- | --------------- |
| 1  | Síndrome de abandono         | Sindrome dell'abbandono       | 11 gennaio 2023    | 3 novembre 2023      | 7 agosto 2025   |
| 2  | Confía en mi                 | Spera in me                   | 18 gennaio 2023    | 3 novembre 2023      | 7 agosto 2025   |
| 3  | Recuerdos del pasado         | Ricordi dal passato           | 25 gennaio 2023    | 10 novembre 2023     | 14 agosto 2025  |
| 4  | Una verdad oculta            | Una verità occulta            | 1º febbraio 2023   | 10 novembre 2023     | 14 agosto 2025  |
| 5  | La polémica está servida     | La polemica è servita         | 8 febbraio 2023    | 17 novembre 2023     | Inedita         |
| 6  | Una tragedia sin precedentes | Una tragedia senza precedenti | 15 febbraio 2023   | 17 novembre 2023     | Inedita         |
| 7  | Otra relación secreta        | Una relazione segreta         | 22 febbraio 2023   | 24 novembre 2023     | Inedita         |
| 8  | Huida                        | Fuga                          | 1º marzo 2023      | 24 novembre 2023     | Inedita         |